# Amomum lophophorum
Amomum lophophorum är en enhjärtbladig växtart som först beskrevs av Henry Nicholas Ridley, och fick sitt nu gällande namn av Adolph Daniel Edward Elmer. Amomum lophophorum ingår i släktet Amomum och familjen Zingiberaceae. Inga underarter finns listade i Catalogue of Life.